# Гілберт Томас Бернетт
Гілберт Томас Бернетт (англ. Gilbert Thomas Burnett; 15 квітня 1800 — 27 липня 1835) — британський ботанік та зоолог.
Бернетт був першим професором ботаніки в Лондонському королівському коледжі з 1831 по 1835 рік. Він був автором праць «Контури ботаніки» (Outlines of Botany, 1835) та «Ілюстрації корисних рослин, зайнятих у мистецтві та медицині» (Illustrations of Useful Plants employed in the Arts and Medicine), які видані посмертно та проілюстрованих його сестрою Мері Енн Бернетт. Бернетт був членом Ліннеєвського товариства.
Бернетт також писав статті із зоології, такі як «Ілюстрації Манупеди або мавп та їхні союзники» (Illustrations of the Manupeda or apes and their allies; 1828).
Англійський ботанік Джон Ліндлі назвав рід орхідей Burnettia на його честь у 1840 році.

## Публікації
- Outlines of Botany. 1835
- Plantæ utiliores: or Illustrations of Useful Plants employed in the Arts & Medicine [Архівовано 25 вересня 2020 у Wayback Machine.]
- Illustrations of the Manupeda or apes and their allies. 1828